# Browallia speciosa
Browallia speciosa ist eine Pflanzenart aus der Gattung Browallia in der Familie der Nachtschattengewächse (Solanaceae).

## Beschreibung
Browallia speciosa ist eine aufrecht oder kletternd wachsende krautige Pflanze, die Wuchshöhen von 70 cm erreicht. Die Stängel sind mit kurzen, einfachen und meist vorwärts gerichteten Trichomen behaart. Die Laubblätter sind meist bis zu 6 (selten bis zu 9) cm lang und eiförmig oder elliptisch. Nach vorn sind sie zugespitzt, an der Basis kurz zugespitzt oder abgestumpft. Die Blattränder sind ganzrandig oder nahezu ganzrandig, am Blattstiel etwas nach oben gebogen. Die Oberseite ist spärlich mit einfachen Trichomen behaart, die Unterseite ist entlang der Blattadern fein behaart. Die Blattstiele sind in etwa 1/4 so lang wie die Blattspreiten.
Die Blütenstiele sind unbehaart und nur etwa 7 mm lang, verlängern sich an der Frucht jedoch auf 3 bis 4 cm. Die auffälligen Blüten besitzen einen 5 bis 10 cm langen Kelch. Dieser besitzt einige wenige Haare an den Winkeln. Die Kelchröhre ist aufgeblasen, so dass sie blasenartig mit fünf deutlich ausgeprägten Winkeln erscheint. Etwa 1/3 der Länge des Kelches machen die Kelchzipfel aus, die zugespitzt-dreieckig geformt sind und nach innen zur Kronröhre gebogen sind. Die Krone ist stieltellerförmig, blau, malvenfarben oder weiß und oftmals mit einem unregelmäßig geformten weißen Auge versehen. Die Kronröhre ist 20 bis 30 mm lang, auf der Innenseite unbehaart, außen mit kurzen, aufrechten, mehrzelligen und oftmals farbigen Trichomen fein behaart. Die vorderste Zelle dieser Trichome ist durchsichtig und nadelartig.
Meist sind in einer Blüte vier Staubblätter und ein Staminodium vorhanden, gelegentlich werden jedoch auch fünf fertile Staubblätter gebildet. Die Staubfäden der oberen beiden Staubblätter sind grün und an der Spitze mit langen, dichten, farbigen und verzweigten Trichomen behaart. Die unteren Staubblätter sind kürzer und besitzen drehrunde Staubfäden. Die Staubbeutel sind gelb bis purpurn gefärbt. Der Fruchtknoten ist unbehaart, leicht gewinkelt und 3 mm lang.
Die Frucht ist eine Kapselfrucht, die bei Reife einen Durchmesser von 2 cm erreicht. Sie wird vom häutig werdenden Kelch umschlossen.

## Vorkommen
Die Art kommt in Costa Rica, Panama, Kolumbien und Ecuador vor.